# Monts Kolyvan
Pour les articles homonymes, voir Kolyvan.
Les monts Kolyvan (en russe : Колыванский хребет) forment un chaînon de basse montagne de cent kilomètres de longueur au nord-ouest de l'Altaï situé dans le kraï de l'Altaï en Russie.

## Géographie

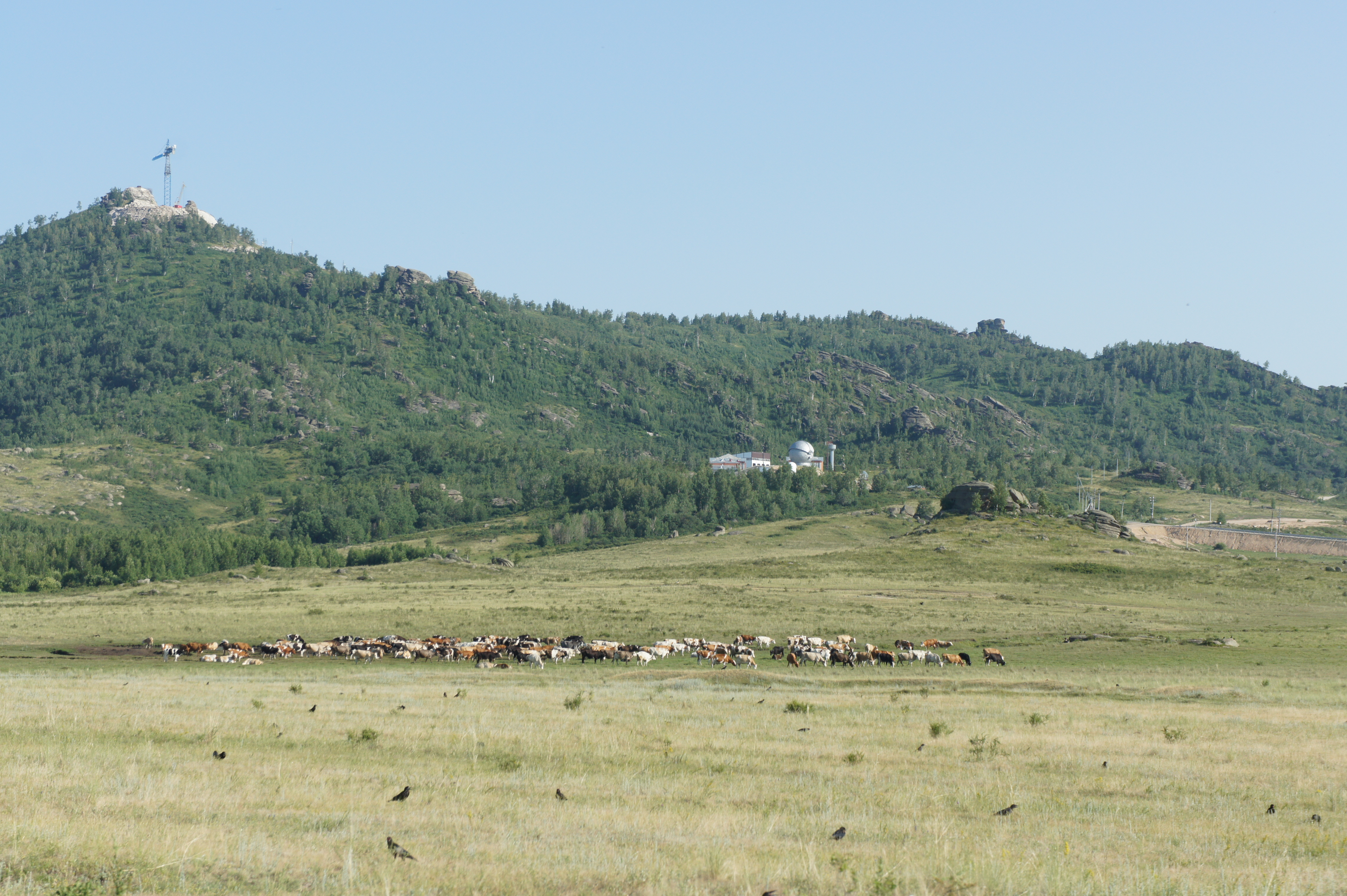
Vue de la montagne Bolchaïa près du village de Savvouchka

### Topographie
L'altitude moyenne des monts Kolyvan s'abaisse en direction de l'ouest : leur partie orientale s'élève de 600 à 800 mètres d'altitude avec la Sinioukha pour point culminant à 1 206 mètres et leur partie occidentale s'élève de 400 à 500 mètres d'altitude.

### Géologie
Les monts Kolyvan sont riches de métaux et de minerais rares. En effet, ils sont formés surtout de granite, de roches magmatiques comme le tuffeau et de roches polymétalliques, ainsi que du jaspe, de la porphyrite et différents quartz.
Les monts Kolyvan font partie de l'Altaï de minerai.

### Hydrographie
Le lac de Kolyvan (appelé également Savvouchka) se trouve au nord des monts. Sa superficie est de 4,5 km2.

### Flore
La végétation est extrêmement différente selon les versants. Le versant occidental est recouvert de steppe avec de nombreuses espèces de graminées et d'arbustes, tandis que le versant oriental est recouvert de taïga de sapins et de pins de Sibérie avec quelques trembles.

## Histoire
Les monts Kolyvan sont prospectés dès le XVIIe siècle par Akinfi Demidov qui y exploite des mines à Zmeïnogorsk et à Kolyvan, devenant ainsi le fondateur de la dynastie minière la plus fortunée de l'Empire russe.